# 什雷斯塔
什雷斯塔，是尼泊爾尼瓦爾人的種姓，也是一個姓氏，解作優秀和貴族。
在尼泊爾統一前，他們是馬拉王朝宮廷的行政人員，現在多数從事商業和專業行業、金融業，是尼泊爾一個高地位種姓。
他們多数是印度教徒，少数是佛教徒，很多同時信仰两教。